# Kölked
Kölked (horvátul: Kuljket, Kulket, németül: Kulken) község Baranya vármegyében, a Mohácsi járásban.

## Fekvése

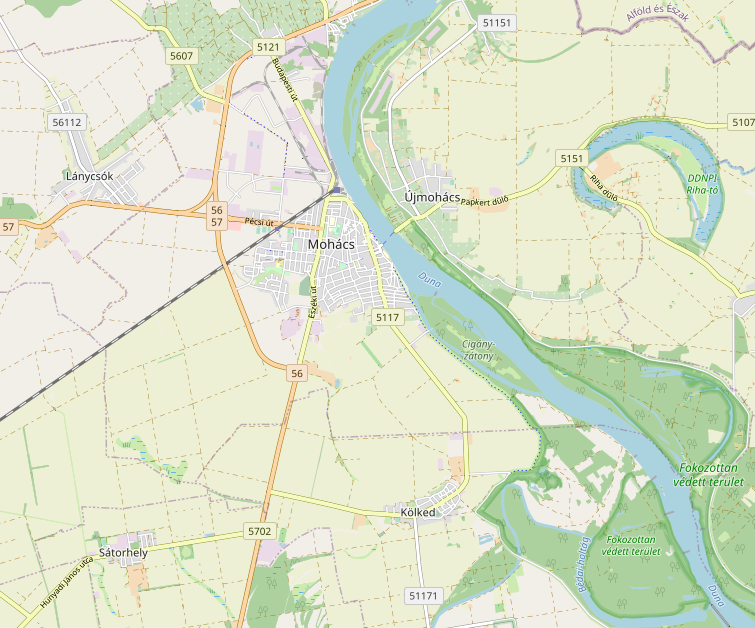
Kölked Mohács környékének térképén

Mohácstól mintegy 5 kilométerre délre fekszik, a Duna főágának jobb partján, attól mintegy három kilométerre, közvetlenül Magyarország és Horvátország államhatára mellett. A további szomszédos települések a határ magyar oldalán: kelet felől Homorúd, nyugat felől pedig Sátorhely és Nagynyárád. Dél felől több horvátországi településsel, így feltehetőleg Kiskőszeggel (Batina), Darázzsal (Draž), Hercegmárokkal (Gajić), Izséppel (Topolje) és Dályokkal (Duboševica) is határos; emellett a közigazgatási területe egy rövid szakaszon érintkezik a Horvátország és Szerbia között vitatott státusszal rendelkező Kengyia határterület északi határszélével is.

### Megközelítése
Közigazgatási területén áthalad észak-déli irányban a Szekszárd térségétől Mohácson át a déli országhatárig vezető 56-os főút, az ország távolabbi részei felől ez a leginkább kézenfekvő közúti megközelítési útvonala. Központját azonban a főút elkerüli, oda csak az 5117-es útra letérve lehet eljutni; ugyanez az út kapcsolja össze Mohács történelmi belvárosával is. Erdőfű nevű külterületi településrészére az 51 171-es számú mellékút vezet. A tőle nyugatra eső települések és Villány felől az 5702-es úton érhető el.

## Története

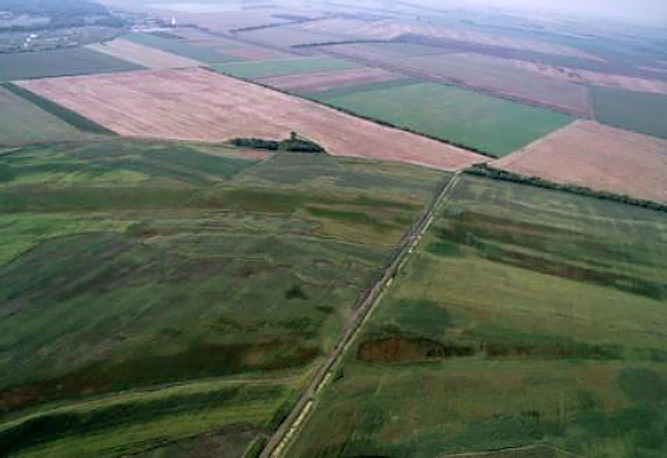

Kölked nevét már 1015-ben említette egy oklevél, Kulkedyként. 1057-ben Radó nádor egy falut adott a pécsi Szent Péter püspökségnek a Duna mellett 10 szolgálóval és azok feleségeivel és fiaival és tartozékaival együtt, az ősei által megállapított határok szerint, kivéve 3 halászt és 1 szántót, s a közös földből annyit amennyit egy eke megművel, ezeket pedig a pécsváradi Szent Benedek egyháznak adta. Ez, a Duna melletti Kölked volt az egyetlen falu, ahol a pécsváradi apát és a pécsi püspök együtt birtokolt. Földjük keleti határa azonban nem a Duna, hanem a Danóc nevű vízfolyás volt.
A Bő nemzetségbeli Laki Túz (II.) János IV. Béla királytól Miklósi, valamint Magyari községek – addig a somogyi várnépek tulajdonát képező – felét, valamint Kölkedet nyerte királyi adományként.
1317-ben Kölked az apátság birtokaként szerepelt, később azonban egyedül a pécsi püspökségé volt. Egy 1327-es oklevél említi a kölkedieket, akik a szomszédos Újfalut feldúlták. Határaként 1317-ben Kerekegyház, 1322-ben Lajmér, 1330-ban Lak, vagyis Újfalu volt írva.
A mohácsi csata helyszínének közelében fekvő halászfalu a mocsaras környezetének köszönhetően átvészelte a török időket, nem néptelenedett el a hódoltság alatt sem.
A település a Duna–Dráva Nemzeti Park területéhez tartozik.

## Elnevezései
A település horvát neve két alakban ismert; ezek: a hercegszántóiak által használt Kuljket és a mohácsiak által használt Kulket.

## Közélete

### Polgármesterei
- 1990–1994: Szűcs Lajos (független)[5]
- 1994–1998: Muskát Zoltán (SZDSZ)[6]
- 1998–2002: Muskát Zoltán (SZDSZ)[7]
- 2002–2006: Martényi János (független)[8]
- 2006–2010: Martényi János (független)[9]
- 2010–2014: Martényi János (független)[10]
- 2014–2019: Csomor Tibor (független)[11]
- 2019–2024: Csomor Tibor (független)[12]
- 2024– : Policsek Gábor (független)[1]

2024 elején a hivatalban lévő polgármester, Csomor Tibor elhunyt, de a következő önkormányzati választás kitűzött időpontjának közelsége miatt új választást már nem lehetett tartani a településen.
A 2024. június 9-én megtartott polgármester-választásnak viszont kifejezett érdekessége volt, hogy a pozícióért nem kevesebb, mint 9 jelölt indult; az ehhez hasonló vagy akár ezt meghaladó nagy jelöltszám kifejezetten ritka volt az utóbbi évtizedek minden önkormányzati választásán.

## Oktatás
A helyi általános iskolába a 2019/2020-as tanévben 61 diák járt.

## Népesség
A település népességének változása:
| Lakosok száma | 1048 | 1038 | 1031 | 1035 | 971  | 944  | 947  | 949  |
|               | 2013 | 2014 | 2015 | 2019 | 2021 | 2022 | 2023 | 2024 |

A 2011-es népszámlálás során a lakosok 94,2%-a magyarnak, 21,3% cigánynak, 1,7% horvátnak, 6,4% németnek, 0,3% szerbnek mondta magát (5,8% nem nyilatkozott; a kettős identitások miatt a végösszeg nagyobb lehet 100%-nál). A vallási megoszlás a következő volt: római katolikus 63,4%, református 12,9%, evangélikus 0,5%, görögkatolikus 0,2%, felekezeten kívüli 9,3% (12,8% nem nyilatkozott).
2022-ben a lakosság 88,5%-a vallotta magát magyarnak, 10,8% cigánynak, 3,3% németnek, 1,9% horvátnak, 0,3% szerbnek, 0,3% szlováknak, 0,2-0,2% ruszinnak, ukránnak és görögnek, 0,1-0,1% szlovénnek és lengyelnek, 0,4% egyéb, nem hazai nemzetiségűnek (11,2% nem nyilatkozott; a kettős identitások miatt a végösszeg nagyobb lehet 100%-nál). Vallásuk szerint 28,6% volt római katolikus, 6,7% református, 0,3% evangélikus, 0,1% görög katolikus, 0,8% egyéb keresztény, 2,9% egyéb katolikus, 10,1% felekezeten kívüli (50,4% nem válaszolt).
A falu a népviselet alapján a Drávaszöghöz tartozik. A falu református magyar lakossága egykoron a drávaszögiekre jellemző viseletet hordtak. A szomszédos Mohács református magyarsága viszont a sárköziekre jellemző viseletet. Tehát a két település között egy néprajzi határ volt.

## Nevezetességei
- Református temploma 1817-ben épült.
- Református konferenciaotthona 1976 óta működik.

## Nevezetes személyek
- Szabó Mihály, aki 1976-ban lett Kölked református lelkésze, majd a megüresedett református parókián létrehozta a már csaknem 50 éve működő, országos hírű és vonzáskörű, kölkedi református konferenciaotthont.[18]
- Czimmer Bálint díszítőfestő, a (járványügyi okokból elmaradt) sanghaji Worldskills 2022 szakmai világverseny magyarországi válogatójának győztese,[19] Kölked díszpolgára[forrás?].